# Annemiekes A-lijst
Annemiekes A-lijst was een Nederlands radioprogramma van de AVROTROS op NPO Radio 2. Het programma werd sinds vrijdag 1 september 2017 elke maandag tot en met vrijdag uitgezonden tussen 14:00 en 16:00 uur en nam hiermee het tijdslot over van Rob Stenders met zijn Stenders Platenbonanza. Na kritiek op de NPO over het verdwijnen van Stenders en zijn team, werd vanaf maandag 1 januari 2018 de programmering gewijzigd en had Stenders zijn tijdslot van maandag t/m donderdag weer terug. Van vrijdag t/m zondag was Annemieke Schollaardt aanwezig. Afgesproken werd dat ze bij afwezigheid elkaars programma zouden overnemen, dit bleek in de praktijk niet of nauwelijks het geval. Zo werd Schollaardt bij afwezigheid vaak vervangen door Corné Klijn, Paul Rabbering, Wouter van der Goes of Frank van 't Hof en werd Stenders vervangen door Jeroen van Inkel, Frank van 't Hof of Leo Blokhuis.
Op 29 maart 2021 werd door NPO Radio 2 bekend gemaakt dat er per maandag 10 mei 2021 een nieuwe middagprogrammering wordt ingevoerd. Annemieke Schollaardt gaat vanaf die datum van maandag t/m vrijdag tussen 12:00 en 14:00 uur het nieuwe lunchprogramma Annemiekes A-lunch presenteren. Schollaardt zelf presenteerde Annemiekes A-lijst op zondag 25 april 2021 voor de laatste keer. De laatste 2 weken werd de vrijdag- en zondaguitzending gepresenteerd door invalster Carolien Borgers en de zaterdaguitzending door invaller Frank van 't Hof. De allerlaatste uitzending van de A-lijst is op zondag 9 mei 2021 uitgezonden.

## Vaste onderdelen
- "Even the bad times are good" bij goed nieuws door de NOS nieuwslezer(es)
- Annemiekes A-plaat.
- Dit is een goed stel.
- Alle 13 goed; 13 speciaal gekozen platen die meestal in het 2e uur worden gedraaid.

Aan De Slag! · Afslag Thunder Road · Aje Tho! · Annemiekes A-lunch · Blokhuis · Bureau De Wilt · Bureau Kijk in de Vegte · Corné Klijns Soul Sensations · De Staat van Stasse · De Wild in de Middag · Echt Jasper · Funky Frank's · Giel ·Gijs 2.4 · Grand Café Kranenbarg · Helemaal Haandrikman · Het Platenpaleis · Hey JP! · Holy Hits · Jan-Willem Start Op! · Licence 2 Chill · Mega Album Top 50 · Motel De Wilt · Musical Moods · Muziekcafé · On the Beat · One Night Stenders · Het oor wil ook wat · Paul! · Rabbering Laat · Rarmarmar · RickvanV doet 2 · Rinkeldekinkel · Schiffers.fm · SHAY! · Simone's Songlines · Soul Night met One'sy · Spijkers met koppen · Thank God It's Sunday · The Best of 2night · The Big Frank Show · Thijs · Tijd voor Twee · Van Inkels Choice · Verrukkelijke 15 ·  VrijZaZo Show · Vroeg op Frank · 't Wordt Nu Laat · WILDGROEI · Wout2Day · Yora en Sander, Sander en Yora
Huidige: · Annemieke Schollaardt · Bart Arens · Carolien Borgers · Evelien de Bruijn · Corné Klijn · Daniël Lippens · Desiree van der Heiden · Dolf Jansen · Eddy Keur · Emmely de Wilt · Evert Duipmans · Jan-Willem Roodbeen · Jeroen Kijk in de Vegte · Jeroen van Inkel · Leo Blokhuis · Martine ten Klooster · Morad El Ouakili · Paul Rabbering · Ruud de Wild · Shay Kreuger ·Tannaz Hajeby · Thomas Hekker · Willemijn Veenhoven
Voormalige: Alfred van de Wege · Andrew Makkinga · Bert Haandrikman · Bert Kranenbarg · Cees van Zijtveld · Cielke Sijben · Daniël Dekker · Edwin Diergaarde · Felix Meurders · Ferry Maat · Frank du Mosch · Frits Sissing · Frits Spits · Gerard Ekdom · Giel Beelen · Gijs Staverman · Hans Schiffers · Henk van Steeg · Jan Paul Grootentraast · Jasper de Vries · Jeanne Kooijmans · Jeroen Mulder · Jetske van Staa · Jurgen van den Berg · Karel van Cooten · Kasper Kooij · Kimberley Dekker · Malou Holshuijsen · Marc Adriani · Marisa Heutink · Mart Smeets · Miranda van Holland · One'sy Muller · Peter Schuiten · Peter van Bruggen · Rick van Velthuysen · Rob Stenders · Roeland van Zeijst · Ron Stoeltie · Rutger Radstaake · Ruud Hermans · Sander de Heer · Sander Guis · Sara Kroos · Simone Walraven · Ted de Braak · Thijs Maalderink · Thomas van Vliet · Timur Perlin · Toine van Peperstraten · Tom Mulder · Will Luikinga · Yora Rienstra· Wouter van der Goes· Frank van 't Hof · Stefan Stasse  ·